# Skyliners Frankfurt
Die Skyliners Frankfurt sind ein deutsches Basketball-Unternehmen aus Frankfurt am Main. Die Mannschaft spielte ab ihrer Gründung 1999, bei der die Bundesligalizenz des TV Tatami Rhöndorf übernommen wurde, bis 2023 in der Basketball-Bundesliga (BBL).
Ab der Saison 2000/2001 bis September 2005 hieß die Mannschaft Opel Skyliners, danach Deutsche Bank Skyliners. Zwischen 2011 und 2024 trat man unter dem Namen Fraport Skyliners an. Bereits in der ersten Spielzeit wurde der Pokalsieg errungen.
Der größte Erfolg war der Gewinn der deutschen Meisterschaft im Jahr 2004. Außerdem nahm die Mannschaft in ihrer Geschichte an den internationalen Wettbewerben Saporta Cup, EuroLeague und ULEB Cup teil. Der größte Erfolg auf europäischer Ebene gelang mit dem Gewinn des FIBA Europe Cup im Jahre 2016.
Lange bekanntester Spieler der Frankfurter war siebenmalige All-Star und Nationalspieler Pascal Roller, der bereits im Gründungsjahr für die Skyliners auflief und mit einem Jahr Auslandsaufenthalt bis zu seinem Karriereende 2011 Mannschaftsmitglied blieb.

## Geschichte

### Gründung

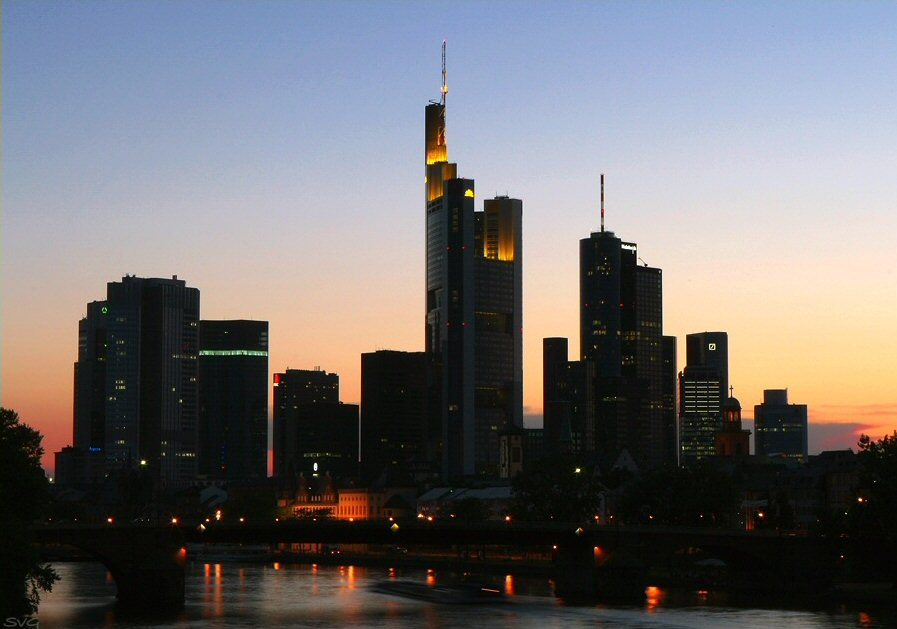
Die Frankfurter Skyline inspirierte Namen und Logo bei der Gründung des Teams.

Der damalige Manager und ehemalige Spieler des TV Tatami Rhöndorf, Gunnar Wöbke, organisierte 1999 den Umzug seiner Mannschaft aus dem rheinischen Bad Honnef an den Main. Es war von Anfang an erklärtes Ziel, in einer großen Halle im Umfeld einer Großstadt zu spielen, um nach absehbarer Zeit eine Spitzenmannschaft in der Bundesliga und in Europa zu werden. Dies erschien den Verantwortlichen und Geldgebern in Bad Honnef nicht möglich. Nachdem verschiedene Umzugsvarianten der Tatami Dragons – unter anderem nach Köln – durch die Medien gegangen waren, gab die Frankfurter Sportdezernentin Sylvia Schenk den Standortwechsel im Mai 1999 offiziell bekannt. Die Lizenz für den Spielbetrieb liegt bei der Skyliners GmbH. Sie wurde vom geschäftsführenden Gesellschafter Gunnar Wöbke zusammen mit dem Bad Honnefer Geschäftsmann Franz-Ludwig Solzbacher und dem Kronberger Unternehmer Thomas Kunz gegründet und übernahm die Rhöndorfer Lizenz 1999. Solzbacher blieb danach zusätzlich zu seinem Engagement in Frankfurt Mäzen des TV Rhöndorf, der mit der gekauften Zweitligalizenz aus Ludwigsburg den Abstieg in die Regionalliga verhinderte. Nach einem erneuten nicht wahrgenommenen Aufstieg profitierten die Köln 99ers von der Bundesligalizenz. Kunz ist außerdem Mäzen des Skyliners-Kooperationspartners MTV Kronberg.

### Sponsorennamen der GmbH

Das Logo der Skyliners in der Saison 2000/2001.
Das Logo der Deutsche Bank Skyliners von 2005 bis 2011.
Das Logo der Fraport Skyliners seit 2011.

Unter dem ursprünglichen Namen Skyliners spielte die Mannschaft nur in ihrer ersten Saison. Zuvor gab es eine Inlinehockey-Mannschaft mit dem Namen, ein Bezug ist nicht belegt.
Das Basketballteam wurde in den Medien sowohl Skyliners, Skyliners Frankfurt als auch Frankfurt Skyliners genannt. Das Wappen wurde in den Mannschaftsfarben gestaltet. Auf einem orangefarbenen Basketball steht eine blau stilisierte Frankfurter Skyline. Rechts unten ist der Schriftzug Skyliners zu lesen. Ab 2000 war der Autohersteller Opel der Haupt- und Namenssponsor. Im deutschen und europäischen Basketball ist Namenssponsoring üblich, um eine größere Werbereichweite zu erzielen. Die GmbH wurde in Opel Skyliners umbenannt. Am Logo wurde lediglich der Schriftzug geändert. Infolge der Krise des Autoherstellers kündigte Opel im Dezember 2004 das Ende des Sponsorings zum Sommer 2005 nach Ende der laufenden Saison an. Die Sponsorensuche und der Lizenzantrag bei der Basketball-Bundesliga gestalteten sich für den amtierenden Meister schwierig. Daraufhin wurde eine Verlängerung des Engagements von Opel um ein Jahr bis Ende Juni 2006 zu verringerten Bezügen kommuniziert. Es gab eine Ausstiegsoption, falls ein anderer Sponsor gefunden worden wäre.
Während der Playoff-Finalserie gegen GHP Bamberg im Juni 2005 wurde bekanntgegeben, dass mit der Deutschen Bank dieser Sponsor gefunden worden war. Seit Beginn der Saison 2005/2006 hieß das Team Deutsche Bank Skyliners. Das Logo wurde bei der Umbenennung erneut an den neuen Namen angepasst. Das Blau wurde aufgehellt, damit es farblich zum Logo des Namenssponsors passt. Die Silhouette wurde um die Hochhaustürme der Deutschen Bank ergänzt.
Die Partnerschaft mit der Deutsche Bank als Haupt- und Namenssponsor dauerte bis zum Ende der Saison 2010/2011. Während der Saison gab es zahlreiche Spekulationen um die Nachfolge – auch ein möglicher Rückzug in die zweite Liga wurde angedacht. Am 31. Mai wurde jedoch mit Fraport der neue Namenssponsor präsentiert, ab dem 1. Juli 2011 nennt sich die GmbH Fraport Skyliners. Während der Sommerpause wurde das Logo erneut überarbeitet und modernisiert. Die Frankfurter Skyline wird nurmehr durch die Gestaltung der Buchstaben „LIN“ symbolisiert, bei der Gestaltung der Linien auf dem Basketball wurde dezent das Wappen der Fraport AG zitiert. Der Gesamteindruck soll bewusst an amerikanische Vorbilder aus dem Sportbereich erinnern.
Am 18. März 2017 wurde die Vertragsverlängerung zwischen der Fraport AG und den Skyliners um vier weitere Jahre bekannt. Hiermit wurde die Fraport AG der bisher längste Hauptsponsor in der Geschichte der Skyliners. Ende Juni 2024 endete die Zusammenarbeit, Fraport verschwand anschließend aus Mannschaftsnamen und -wappen.

### Sportliche Entwicklung
Die Skyliners knüpften in ihrer ersten Frankfurter Saison 1999/2000 an die sportlichen Erfolge der Tatami Dragons an. Die Mannschaft war komplett neu zusammengestellt worden. Von den erfolgreichen Rhöndorfer Spielern (3. Platz der Hauptrunde, Halbfinale Playoffs) waren neben der Co-Trainerin Daphne Bouzikou zwei Profis mit nach Frankfurt umgezogen: Alexander Frisch und Gary Collier. Unter dem Trainer Stefan Koch wurden die BBL-Platzierungen der Vorsaison erneut erreicht. Im Saporta Cup scheiterten die Skyliners im Achtelfinale am späteren Finalisten Kinder Bologna. In der Nordeuropäischen Basketballliga (NEBL) kam das Team nicht über den 12. Platz in der Hauptrunde hinaus. Die zahlreichen Spiele in vier Wettbewerben zehrten an der Substanz der Mannschaft. Höhepunkt der Saison war der Pokalsieg in eigener Halle gegen den Titelverteidiger Alba Berlin, das zu dieser Zeit noch Serienmeister im deutschen Basketball war.
Mit neuem Namenssponsor traten die Opel Skyliners in der Saison 2000/01 erstmals in der neu gegründeten EuroLeague an. Sie errangen lediglich einen Sieg. In der Bundesliga wurde die Playoff-Teilnahme mit dem achten Tabellenplatz nach zahlreichen Verletzungen erst spät gesichert. Dort verlor die Mannschaft in der ersten Runde gegen Alba Berlin. Trainer Stefan Koch trat nach der Saison zurück. Sein Nachfolger zur Saison 2001/2002 wurde Gordon Herbert. Die Mannschaft um Marcus Goree und Chad Austin wurde Erster der Hauptrunde und Vizepokalsieger. In den Playoffs wurde zuerst Brandt Hagen ausgeschaltet, doch im Halbfinale war erneut Alba Berlin der stärkere Kontrahent. Der Einzug in die Top 16 der Euroleague wurde trotz positiver Siegbilanz (8-6) knapp verpasst.
Nach der erfolgreichen Spielzeit konnten die Leistungsträger nicht gehalten werden. Ab der Saison 2002/03 wurde eine junge Mannschaft mit der Zielsetzung aufgebaut, wenige Jahre später um die Meisterschaft mitspielen zu können. Das erste Jahr war durchwachsen. Nach dem siebten Hauptrundenplatz war ein weiteres Mal im Playoff-Viertelfinale der spätere Meister Alba Berlin eine Nummer zu groß für Frankfurt. Zur Saison 2003/04 wurde die Mannschaft um wichtige Spieler wie Chris A. Williams und Tyrone Ellis ergänzt. Die Mannschaft wurde von Gordon Herbert insbesondere an der Verteidigung ausgerichtet. Der Lohn war der dritte Platz in der Abschlusstabelle der Bundesliga. Im Endspiel des BBL-Pokals unterlag man RheinEnergie Köln. Doch im nur eine Woche später beginnenden Playoff-Viertelfinale konnten sich die Skyliners nach fünf Partien gegen denselben Gegner durchsetzen. Auch die Telekom Baskets Bonn und GHP Bamberg unterlagen jeweils im fünften und entscheidenden Spiel. Am Ende feierten die Opel Skyliners am 13. Juni 2004 ihre erste deutsche Meisterschaft.
Nach diesem Erfolg war es der Trainer, der dem Management unbezahlbar wurde. Nach Gordon Herberts Abschied wurde ab der Saison 2004/05 erstmals Murat Didin Coach der Hessen. Das Gesicht des Meisteraufgebots blieb weitgehend erhalten, der Coach musste aber auf Mario Kasun verzichten, der in die NBA zu Orlando Magic wechselte. Didin richtete die Mannschaft deutlich offensiver aus. Nach einem durchwachsenen Saisonbeginn mit Abstimmungsproblemen rief die Mannschaft erst in der entscheidenden Saisonphase ihre volle Leistungsfähigkeit ab. Frankfurt wurde Vizemeister hinter GHP Bamberg. In der EuroLeague konnten einige Achtungserfolge erzielt werden.
Die Saison 2005/06 war die schwierigste der Skyliners. Im Vergleich zur Vorjahresmannschaft gab es nur eine geringe Fluktuation. Die ausgelaufenen Verträge von Chris Williams und Tyrone Ellis konnten jedoch nicht verlängert werden. Ihre Positionen wurden nur unzureichend nachbesetzt. Murat Didin war nach kurzfristiger Ankündigung als Trainer in die Türkei zurückgekehrt. Sein Nachfolger war der glücklose Ivan Sunara. Zu Saisonbeginn war Kavossy Franklin der einzige US-Amerikaner in der Mannschaft, während einige der Konkurrenten in dieser Spielzeit nach Änderung der Ausländerregelung fast ausschließlich mit ehemaligen US-College-Spielern antraten. Als der sportliche Erfolg ausgeblieben war und es zudem massives Verletzungspech gab, wurden zahlreiche Spieler nachverpflichtet. Auch der Trainerwechsel zu Charles Barton brachte nur eine geringfügige Verbesserung der Situation. Der Klassenerhalt wurde erst am letzten Spieltag gesichert. Im ULEB Cup wurde kein einziger Sieg errungen.
Pascal Roller, der bis 2011 vertraglich an die Skyliners gebunden ist, nutzte im Sommer 2006 seine Option, ein Jahr im Ausland zu spielen. Während der Saison 2006/07 waren die Skyliners das erste Mal für keinen europäischen Wettbewerb qualifiziert. Den Skyliners wurde von der FIBA eine Wildcard für den FIBA EuroCup angeboten. Manager Gunnar Wöbke lehnte diese ab, da die Kaderplanungen für die Saison nicht mit den Regularien der FIBA vereinbar waren. Charles Barton stellte eine sehr athletische Mannschaft zusammen, die erfolgreich in die Saison startete. Seine Mannschaft war in den wichtigen Spielen der Rückrunde chancen- und emotionslos. Als die Qualifikation für die Playoffs nicht mehr möglich erschien, wurde er vorzeitig entlassen. Es kam erneut Murat Didin als Cheftrainer nach Frankfurt. Er nutzte die verbliebenen Spiele, um sich einen Überblick über das Leistungsvermögen der Spieler zu machen. Bis auf die Nachwuchsspieler in Doppellizenz blieben als einzige Stammspieler Jimmy McKinney und Nino Garris in Frankfurt.
Mit den für die Saison 2007/2008 zusammengestellten Spielern um den zurückgekehrten Mannschaftskapitän Pascal Roller soll wieder vermehrt auf Kontinuität im Aufgebot gesetzt werden. Mit Derrick Allen und Koko Archibong gelang die Verpflichtung von zwei bisherigen Bundesliga-Spitzenspielern. Die Skyliners erhielten eine Wildcard für die Teilnahme am ULEB Cup – es wurde ein weiteres Mal kein Sieg erzielt. Durch die Rekordserie von acht Spielen ohne Niederlage in Serie wurden die Playoffs der Basketball-Bundesliga vorzeitig erreicht. Im Viertelfinale wurden die Bayer Giants Leverkusen besiegt, für die das entscheidende fünfte Spiel der Serie gleichzeitig das letzte Spiel vor dem Umzug der Mannschaft nach Düsseldorf und dem Neubeginn daheim in der Regionalliga war. Im Halbfinale wurden auch die Telekom Baskets Bonn aus ihrer Halle verabschiedet – jedoch unter umgekehrten Vorzeichen: Bonn zog in das Finale gegen Alba Berlin ein und nutzt seitdem die neue, vereinseigene Spielstätte Telekom Dome.
Während der Sommerpause wurden die Leistungsträger gehalten und die Mannschaft zudem gezielt verstärkt. So zeigte die Mannschaft in der Vorbereitung zur Saison 2008/09 eine starke Frühform. Spielerausfälle während der Saison wurden durch vorerst befristete Nachverpflichtungen mit Probezeit ausgeglichen. Diese Verträge wurden bis auf eine Ausnahme bis mindestens zum Ende der Saison verlängert. International wurde in der EuroChallenge die Gruppenphase erreicht, dort konnte man sich jedoch nicht gegen die stärkeren Konkurrenten durchsetzen. Während des starken Dezembers wurden die Skyliners von gegnerischen Trainern als Titelkandidat gehandelt. Die Mannschaft konnte diese Form jedoch nicht bewahren, da sich im großen Kader keine tragfähigen Strukturen herausgebildet hatten. Im Viertelfinale schied das Team gegen den späteren Meister EWE Baskets Oldenburg aus.
Als die Neuverpflichtungen zur Saison 2009/10 bekannt wurden, prägte die Frankfurter Rundschau den Begriff Sparliners, da die Karriereverläufe mehrerer neuer Spieler Einsparungen am Gehalt vermuten ließ. Auf der Position des Point Guards wurde jedoch investiert, so dass Kapitän Pascal Roller statt wie bisher einen eindeutig als Ersatzmann angesehenen Spieler jetzt mit Aubrey Reese einen gleichwertigen Spieler mit unterschiedlichem Profil neben sich hatte. Murat Didin führte die Mannschaft bis ins Pokalfinale in der heimischen Ballsporthalle, wo man gegen den späteren Meister Bamberg unterlag. Am darauffolgenden Tag wurde Didin entlassen. Die Frankfurter Zeitungen mutmaßten, dass er auch bei einem Pokalsieg hätte gehen müssen. Als Grund wurden Zweifel am Erreichen der Playoffs angegeben, da es Anzeichen gegeben habe, dass sich ein Einbruch wie in der Saison zuvor hätte wiederholen können. Außerdem hätten regelmäßige Wechselgerüchte Didins zurück in die Türkei die Gespräche mit dem Namenssponsor Deutsche Bank belastet, da so unangemessener öffentlicher Druck aufgebaut worden sei. Als Nachfolger wurde Gordon Herbert präsentiert. Aufbauend auf der variablen und sehr sicheren Verteidigung Didins gelang es ihm, mehr Struktur in das Angriffsspiel und eine ausgeprägtere Hierarchie in die Mannschaft zu bringen. Im Playoff-Viertelfinale wurde der hohe Favorit Alba Berlin leicht mit 3:1 Siegen ausgeschaltet. Gegen die Eisbären Bremerhaven musste die Mannschaft über die volle Distanz, bevor man im Finale erneut auf die Brose Baskets traf. Auch diese Serie ging über fünf Spiele, wobei sich Bamberg im letzten, entscheidenden Spiel zuhause durchsetzen konnte.
Trotz zweier zweiter Plätze verlängerte die Deutsche Bank den Vertrag als Namenssponsor nicht, der bis Sommer 2011 galt, kündigte aber an, fortan noch als einer der wichtigsten Geldgeber der Skyliners aufzutreten. So konnten mehrere Leistungsträger wie Derrick Allen, Seth Doliboa und Aubrey Reese nicht gehalten werden. Sie wurden erst spät in der Vorbereitungsphase erneut durch bis dahin in Deutschland unbekanntere Spieler ersetzt. Insgesamt neun Spieler mit befristeten Kurzzeitverträgen wurden eingesetzt. Diese wurden teilweise nur als Spieler auf Probe geholt, zur Überbrückung von Verletzungen sowie mit der Sicherstellung der wirtschaftlichen Handlungsfähigkeit begründet. Die Qualifikation für den Eurocup gegen Beşiktaş Cola Turka Istanbul misslang, so dass die Mannschaft in der EuroChallenge antrat. Trotz einer ausgeglichenen Bilanz von drei Siegen und drei Niederlagen überstand die Mannschaft die erste Gruppenphase nicht. In der Bundesliga begannen die Frankfurter stark und beendeten die Hinrunde ohne Heimniederlage auf dem zweiten Platz und qualifizierten sich so für den Pokalwettbewerb.
2016 gelang Frankfurt der Gewinn des FIBA Europe Cup. Nach dem Ende der Saison 2018/19 endete Herberts Amtszeit als Cheftrainer, sein Nachfolger wurde in den eigenen Reihen gefunden: Sebastian Gleim, der zuvor die zweite Mannschaft trainierte und als Co-Trainer zum Stab der Bundesligamannschaft gehörte, übernahm den Posten. Gleim verließ Frankfurt 2021 und ging nach Crailsheim, neuer Frankfurter Trainer wurde der Spanier Diego Ocampo. Mitte März 2022 musste Ocampo nach acht Niederlagen in Folge gehen, Assistenztrainer Klaus Perwas übernahm kurz die Nachfolge, noch im selben Monat wurde der Italiener Luca Dalmonte als neuer Cheftrainer eingestellt. Dalmonte gelang es nicht, den sportlichen Abstieg aus der Bundesliga zu verhindern, der im April 2022 besiegelt war. Die Frankfurter bewarben sich um eine Wildcard, die ihnen Anfang Juni 2022 zugesprochen wurde, wodurch die Mannschaft trotz sportlichem Abstieg in der Bundesliga blieb.
Mitte Juni 2022 wurde der Niederländer Geert Hammink als neuer Cheftrainer eingestellt. Die Zusammenarbeit dauerte bis Mitte März 2023. Die Mannschaft befand sich in Abstiegsgefahr und hatte sechs Spiele in Folge verloren, als Hammink entlassen wurde und sein Assistent Klaus Perwas die Hauptverantwortung übertragen bekam. Nach dem verpassten Bundesliga-Klassenerhalt kam Denis Wucherer im Sommer 2023 als neuer Cheftrainer. Er führte die Mannschaft 2024 in die Endspiele um die Zweitligameisterschaft. Damit war der sportliche Wiederaufstieg erreicht. Die Frankfurter verloren die beiden Endspiele gegen Karlsruhe.
Als Bundesliga-Rückkehrer fanden sich die Frankfurter in der Saison 2024/25 im Tabellenkeller wider. Nach 20 Spielen wies man im März 2025 eine Zwischenbilanz von fünf Siegen in 20 Spielen auf, woraufhin Wucherer gehen musste und wieder Co-Trainer Perwas auf den Chefposten rückte.

### Erfolge
DBB-Pokal
- TOP4

Die Skyliners qualifizierten sich bisher acht Mal für das Final-Four-Turnier, dabei wurde der Verein einmal Pokalsieger (2000) und je zweimal Vizepokalsieger (2004, 2010) und Dritter (2002, 2009), sowie dreimal Vierter (2001, 2005, 2011).
- DBB-Pokalsieger 2000

Die Skyliners besiegen im Pokalendspiel in eigener Halle den damaligen Serienmeister Alba Berlin mit 76:68. Im Halbfinale hatte die Mannschaft mit SER Rhöndorf ausgerechnet die Mannschaft ausgeschaltet, mit dessen Lizenz das Management nach Frankfurt umgezogen war. (Kader)
Deutsche-Meisterschaft
- Deutsche Meisterschaft 2004

Die Opel Skyliners setzen sich im Viertelfinale gegen RheinEnergie Köln mit 3 zu 2 Siegen durch. Die gleiche Bilanz war im Halbfinale zum Sieg gegen die Telekom Baskets Bonn notwendig. Finalgegner war GHP Bamberg, das zuvor den Favoriten Alba Berlin ausgeschaltet hatte. Die Finalserie ging ebenfalls über die volle Distanz von fünf Spielen. In den ersten vier Partien siegte die Auswärtsmannschaft. Erst im fünften Spiel konnte sich die Heimmannschaft Opel Skyliners Frankfurt durchsetzen und die Meisterschaft sichern. (Kader)
- Deutscher Vizemeister 2005

Im Viertelfinale wurden die Artland Dragons mit 3 zu 2 Siegen ausgeschaltet. Im Halbfinale scheiterte Alba Berlin, das nur einen Sieg gegen die Opel Skyliners erreichte. Finalgegner war erneut Bamberg, welches das fünfte und entscheidende Spiel mit 68:64 Punkten für sich entscheiden konnte. (Kader)
- Deutscher Vizemeister und Vizepokalsieger 2010

Fünf Jahre nach der Finalserie gegen Bamberg standen die Skyliners erneut in zwei nationalen Wettbewerben im Finale. Beide Male war der Gegner – wie damals – Bamberg. Das Pokalendspiel, noch mit Trainer Murat Didin, der auch 2005 die Frankfurter betreute, ging in eigener Halle mit 75:76 verloren. In der Meisterschaft – nun wieder mit dem Meistertrainer von 2004, Gordon Herbert – konnte das erste Auswärtsspiel in Bamberg geklaut werden, doch im zweiten Spiel in Frankfurt holte sich Bamberg den Heimvorteil zurück. In den restlichen Spielen setzte sich jeweils die Heimmannschaft durch, so dass man am Ende erneut Bamberg unterlag. Tragische Figur im letzten Endspiel war Pascal Roller, der bei der knappen Niederlage (72:70) am Ende des Spiels nur einen von zwei Freiwürfen verwandeln konnte. (Kader)
FIBA Europe Cup
- FIBA-Europe-Cup-Sieger 2016

Die Skyliners gewannen die erste Austragung des FIBA Europe Cups. Im Final Four setzte man sich zunächst im Halbfinale gegen BK Jenissei Krasnojarsk mit 59:56 durch. Im Finale setzte man sich in Chalon-sur-Saône gegen den italienischen Vertreter Pallacanestro Varese nach einer starken Aufholjagd mit 66:62 durch. Der Guard Quantez Robertson wurde dazu MVP (Most Valuable Player) des Turniers.

## Die Mannschaft

### Kader 2024/2025
| Spieler | Spieler            | Spieler            | Spieler    | Spieler | Spieler | Spieler        |
| Nr.     | Nat.               | Name               | Geburt     | Größe   | Info    | Letzter Verein |
| ------- | ------------------ | ------------------ | ---------- | ------- | ------- | -------------- |
|         |                    | Guards (PG, SG)    |            |         |         |                |
| 0       | Vereinigte Staaten | Malik Parsons      | 17.08.1999 | 1,90 m  |         |                |
| 01      | Deutschland        | Bruno Albrecht     | 28.10.2001 | 1,87 m  |         |                |
| 02      | Vereinigte Staaten | Trey Calvin        | 29.06.2001 | 1,83 m  |         |                |
| 03      | Deutschland        | Garai Zeeb         | 06.04.1997 | 1,87 m  |         |                |
| 06      | Vereinigte Staaten | Booker Coplin      | 19.11.1997 | 1,91 m  |         |                |
| 07      | Deutschland        | Timo Lanmüller     | 17.03.2001 | 1,93 m  |         |                |
|         |                    | Forwards (SF, PF)  |            |         |         |                |
| 10      | Deutschland        | Christoph Philipps | 15.09.1998 | 2,03 m  |         |                |
| 21      | Deutschland        | Lorenz Brenneke    | 02.01.2000 | 2,04 m  |         |                |
| 37      | Litauen            | Einaras Tubutis    | 04.11.1998 | 2,07 m  |         |                |
| 44      | Vereinigte Staaten | Kamaka Hepa        | 27.01.2000 | 2,08 m  |         |                |
| 55      | Kanada             | David Muenkat      | 02.07.2000 | 2,01 m  |         |                |
|         |                    | Center (C)         |            |         |         |                |
| 04      | Deutschland        | Malick Kordel      | 02.03.2004 | 2,11 m  |         |                |
| 08      | Vereinigte Staaten | Ed Croswell        | 06.09.1999 | 2,02 m  |         |                |
| 25      | Deutschland        | Jacob Knauf        | 12.03.1997 | 2,10 m  |         |                |

| Trainer     | Trainer         | Trainer          |
| Nat.        | Name            | Position         |
| ----------- | --------------- | ---------------- |
| Deutschland | Denis Wucherer  | Trainer          |
| Deutschland | Klaus Perwas    | Trainerassistent |
| Deutschland | Sepehr Tarrah   | Trainerassistent |
| Deutschland | Leander Sielaff | Athletiktrainer  |
| Deutschland | Sabrina Damrich | Physiotherapeut  |

| Legende                   | Legende                        |
| Abk.                      | Bedeutung                      |
| ------------------------- | ------------------------------ |
| II                        | Doppellizenz mit 2. Mannschaft |
| K                         | Kapitän                        |
| NT                        | Nationalteam                   |
| Quellen                   |                                |
| Teamhomepage              |                                |
| Ligahomepage              |                                |
| Stand: 20. September 2024 |                                |

| Legende                   | Legende                        |
| Abk.                      | Bedeutung                      |
| ------------------------- | ------------------------------ |
| II                        | Doppellizenz mit 2. Mannschaft |
| K                         | Kapitän                        |
| NT                        | Nationalteam                   |
| Quellen                   |                                |
| Teamhomepage              |                                |
| Ligahomepage              |                                |
| Stand: 20. September 2024 |                                |

### Pascal Roller
Pascal Roller: Während der Playoff-Serie 2011 gegen Alba Berlin kündigte der Kapitän und Rekord-Bundesligaspieler Pascal Roller an, seine Karriere nach elf Jahren bei den Skyliners im Sommer 2011 zu beenden. Roller war der Aushängespieler der Mannschaft, seit der Gründung 1999 spielte er durchgehend bei den Skyliners in Frankfurt (Ausnahme: Saison 2006/2007 Auslandsjahr). Roller wollte mehr Zeit mit seiner Familie verbringen.
Zur Anerkennung für die Leistung von Pascal Roller in der Bundesliga, und der Nationalmannschaft entschied sich die Bundesliga, den Preis für den „Most likeable Player“ (Beliebtester Spieler (bei den Fans)) in den „Pascal Roller Award“ umzubenennen.

### Trainer
Die Skyliners begannen 1999 mit Stefan Koch als erstem Trainer in der Basketball-Bundesliga und wurden mit ihm im Premierenjahr Pokalsieger. Er trat nach seiner zweiten, weitaus weniger erfolgreichen Saison 2000/2001 vorzeitig zurück. Stefan Kochs Nachfolger von 2001 bis 2004 als Cheftrainer war Gordon Herbert. Er baute die Meistermannschaft auf. Nach dem Titelgewinn nahm er ein höher dotiertes Angebot aus Frankreich an.
In der Saison 2004/05 wurde Murat Didin das erste Mal Trainer in Frankfurt. Er erwarb sich dank großen Einsatzes, einiger taktischer Entscheidungen in den Medien und bei gegnerischen Fans den Ruf einen Trainerfuchses. Er setzte auf eine auf Angriff ausgerichtete, ansehnliche Spielweise, mit der seine Mannschaft Vizemeister wurde. Während der Playoffs war bekannt geworden, dass er zur darauffolgenden Saison trotz eines weiterhin gültigen Vertrages in Frankfurt bei Beşiktaş Cola Turka unterschrieben hatte. Erst kurz vor Saisonbeginn gab es eine Einigung über eine Ablösesumme und die Freigabe für Beşiktaş.
Bis zur Vizemeisterschaft 2005 hatten die Skyliners eine glückliche Hand bei der Trainerwahl. Der deutsche Nationalspieler Nino Garris begründete seinen Wechsel 2006 aus Berlin nach Frankfurt unter anderem mit diesem Ruf. Didins Nachfolger Ivan Sunara in der Saison 2005/06 war jedoch mit dem nicht von ihm zusammengestellten Aufgebot wenig erfolgreich. Er wurde am 6. Januar 2006 wegen Erfolglosigkeit entlassen. Seine bekannteste Station als Trainer nach seinem Weggang aus Frankfurt war Cibona Zagreb. Kamil Novák übernahm im Januar 2006 als Interimstrainer die Verantwortung. Er ist Sportdirektor der Skyliners und Leiter der BCM. Am Ende seiner Laufbahn als Basketballspieler hatte er nicht lange zuvor noch als Ersatzspieler bei ULEB-Cup-Begegnungen auf der Bank gesessen. Novak wurde als Interimstrainer den beiden Assistenztrainern vorgezogen, da zwischen den beiden keine künstliche Hierarchie durch die kurzzeitige Beförderung geschaffen werden sollte.

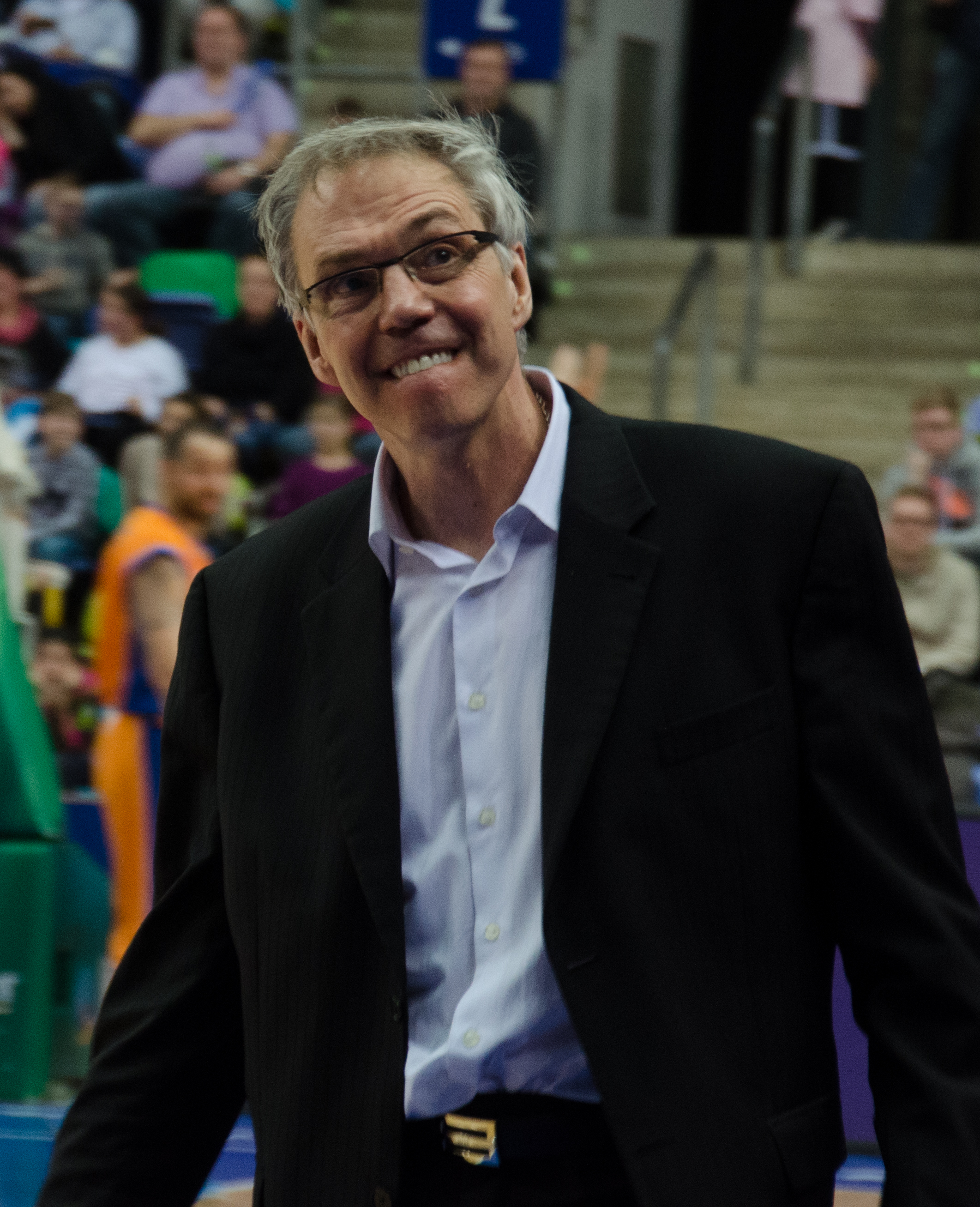
Unter Gordon Herbert gewannen die Skyliners 2004 ihre bisher einzige deutsche Meisterschaft.

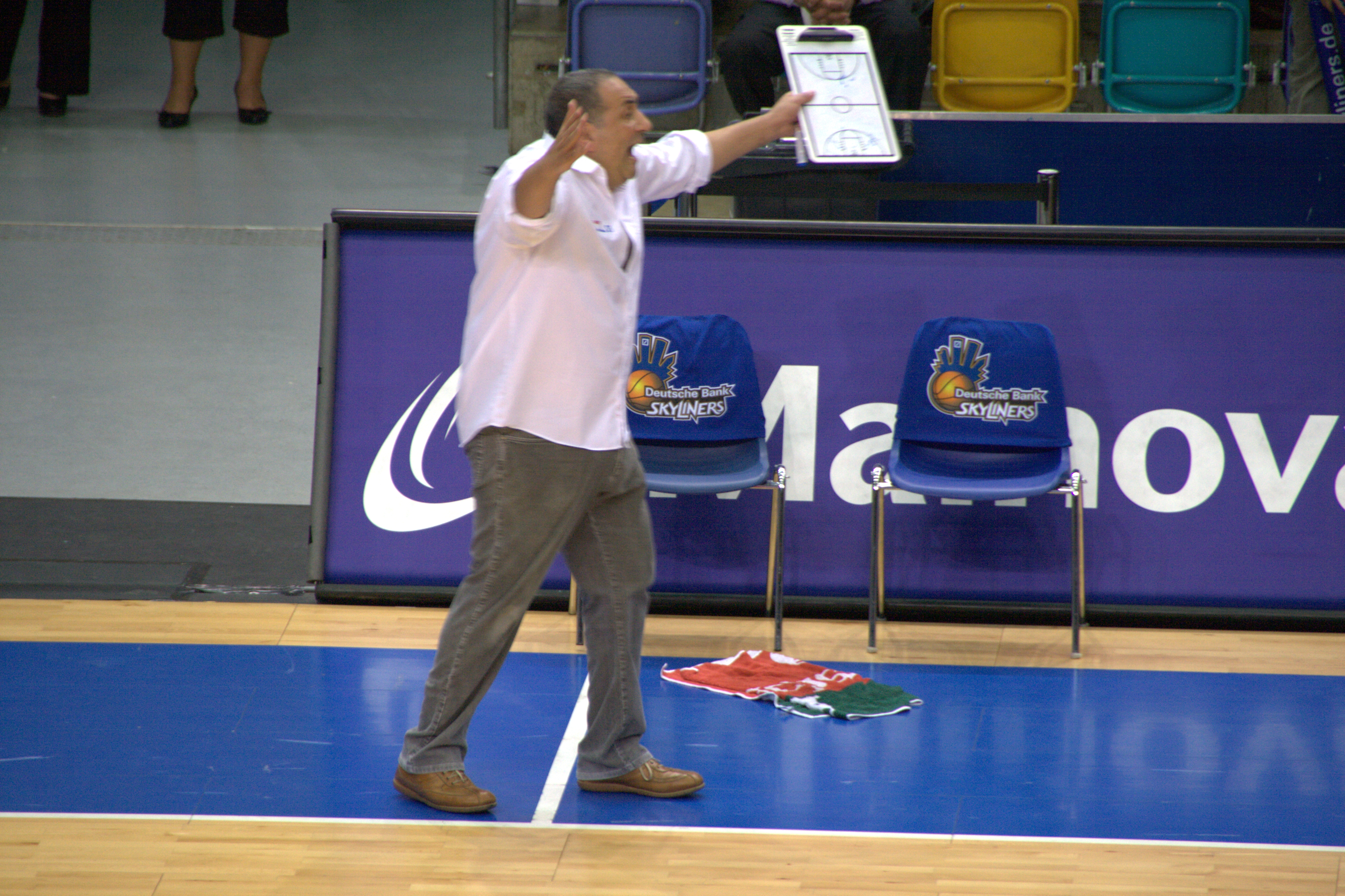
Murat Didin ist für sein gestenreiches Handeln am Spielfeldrand bekannt.

Charles Barton hatte am 14. Januar einen erfolgreichen Einstand. Nachdem die Mannschaft zuvor regelmäßig deutlich verloren hatte, wurde der Tabellenführer Alba Berlin besiegt, die Frankfurter waren den Hauptstädtern sowohl kämpferisch als auch sportlich überlegen. Obwohl dies eines von wenigen Ausrufezeichen in der Saison blieb, wurde sein Vertrag verlängert. In der Folgesaison im März 2007 wurde auch er entlassen, nachdem Manager Gunnar Wöbke nicht mehr den Eindruck gehabt hatte, dass Barton die Mannschaft noch erreichen und für Verbesserung im Zusammenspiel sorgen könne.
Der Co-Trainer der Saison 2006/07, Mike Kalavros, übernahm im März 2007 die Verantwortung als Interimstrainer. Sein Nachfolger wurde Murat Didin, der damit zum zweiten Mal Frankfurter Trainer wurde. Er wurde der überraschten Öffentlichkeit vorgestellt, nachdem bereits ein anderer Trainer durch die Frankfurter Presse verkündet worden war. Er habe sich Frankfurt gegenüber noch verpflichtet gefühlt. Eine nicht ganz ernst gemeinte Begründung für seine Rückkehr war, dass er noch einen Koffer in Frankfurt gehabt habe. In der folgenden Spielzeit mehrten sich die kritischen Stimmen in der Presse und bei den Anhängern ob seines Umgangs mit der Mannschaft, nachdem er mehrfach Spieler öffentlich harsch kritisiert hatte.
Am 12. April 2010 wurde Murat Didin von den Frankfurtern freigestellt. Zuvor hatte seine Mannschaft das Pokalfinale in eigener Halle gegen die Brose Baskets Bamberg verloren. Dazu gab es einige Spannungen zwischen Didin und dem Manager der Skyliners Gunnar Wöbke bezüglich gestreuter Wechselgerüchte. Beim Pokalendspiel war bereits der Nachfolger Didins, der ehemalige Meistermacher der Skyliners Gordon Herbert, anwesend. Er wurde zeitgleich mit Didins Freistellung vorgestellt und erhielt einen Vertrag bis zum Ende der Saison 2010/11. Herbert konnte die Mannschaft daraufhin bis ins Finale um die deutsche Meisterschaft führen. Dort unterlagen die Skyliners allerdings den Brose Baskets Bamberg.
Auch in der Saison 2010/11 spielten die Frankfurter in der Spitze der Liga mit. Erneut gelang im Pokalwettbewerb und in der Bundesliga der Halbfinaleinzug. Dort verlor man die Serie gegen Alba Berlin knapp mit 2:3. Juni 2011 gaben die Skyliners bekannt, dass Gordon Herbert Frankfurt verlassen werde. Herbert wechselte innerhalb der Liga und wurde neuer Berliner Trainer.
Sein Nachfolger wurde sein direkter Vorgänger bei Alba Berlin. Der Israeli Muli Katzurin erhielt einen Vertrag über zweier Jahre als Cheftrainer. Unter Katzurin konnten die Skyliners 2012/13 nach einer finanziell schwierigen Saison am letzten Spieltag den Klassenerhalt sichern. Bereits einige Tage danach gab der Club die Trennung von Katzurin bekannt.
Kurz darauf mehrten sich die bereits die Gerüchte, dass Katzurins direkter Vorgänger Gordon Herbert zu den Skyliners zurückkehren würde. Schließlich wurde er bereits im Mai 2013 als neuer Trainer vorgestellt. Herbert blieb bis zum Ende des Spieljahres 2018/19 im Amt, als Nachfolger wurde sein bisheriger Assistent und Trainer der zweiten Mannschaft, Sebastian Gleim, eingestellt.
Gleim ging 2021. In der Saison 2021/22 übte erst der Spanier Diego Ocampo das Amt aus, nach der Trennung aus sportlichen Gründen im März 2022 sollte der Italiener Luca Dalmonte die abstiegsbedrohte Mannschaft zum Klassenverbleib führen, was auf sportlichem Wege misslang. Im Sommer 2022 kam Geert Hammink. Von diesem trennte sich der Verein Mitte März 2023 und übergab die Aufgabe dem bisherigen Co-Trainer Klaus Perwas. Perwas übergab das Amt nach dem Bundesliga-Abstieg im Sommer 2023 an Denis Wucherer. Unter Wucherer gelang 2024 als Zweitliga-Vizemeister die Bundesliga-Rückkehr. Nach dem Einzug in die Endspiele gegen Karlsruhe im Mai 2024 ließ Wucherer seine Zukunft zunächst offen und äußerte mit Andeutungen in der Öffentlichkeit Kritik an seinem Arbeitgeber. Es kam kurz darauf zur Aussprache mit Geschäftsführer Wöbke, Wucherer blieb Trainer in Frankfurt.
Wucherer wurde im März 2025 entlassen, zu dem Zeitpunkt wies die Mannschaft in der Bundesliga eine Bilanz von fünf Siegen und 15 Niederlagen auf. Klaus Perwas sprang erneut als Cheftrainer ein. Im April 2025 erhielt Perwas einen unbefristeten Vertrag als Cheftrainer.
Co-Trainer
Gründungsmitglied der Skyliners war Daphne Bouzikou als Co-Trainerin an der Seitenlinie. Sie war bereits in Rhöndorf Assistentin unter Joe Whelton gewesen und zog mit dem Team nach Frankfurt um. Dort war sie für die Athletik und die Ausdauer der Spieler zuständig. Darüber hinaus erlangte sie Bekanntheit, weil sie laut Presseberichten als einzige Frau weltweit eine Herrenmannschaft im Berufsbasketballsport trainierte. Zu Beginn der Saison 2008 musste Bouzikou die Mannschaft verlassen. Es schloss sich ein Rechtsstreit an, der in einem Vergleich endete. Axel Rüber war von 2000 bis 2003 Co-Trainer. Er war danach weiterhin in Frankfurt als Trainer beschäftigt, war im Nachwuchsbereich sowie in Hochschul- und Unternehmensaktivitäten des Vereins tätig.
Als Rübers Nachfolger war Simon Cote als Assistenztrainer tätig, er saß von 2003 bis 2006 auf der Frankfurter Bank. Er gab die Stellung auf, nachdem er ein Angebot der Denver Nuggets erhalten hatte, in Europa die Talentsichtung der NBA-Mannschaft zu verantworten. Ihm folgte in der Saison 2006/07 Mike Kalavros, der im März 2007 auch kurzzeitig Interimstrainer war. Sein Nachfolger als Co-Trainer wurde 2007 Steven Clauss, der zuvor bereits als Leiter der Basketball Academy Rhein-Main bei den Skyliners tätig gewesen war. Nach der endgültigen Umstrukturierung der Nachwuchsarbeit verließ Clauss im Sommer die Skyliners. Ihm folgte als Co-Trainer Klaus Perwas, die Koordinierung der Nachwuchsarbeit übernahm Harald Stein.
Nach der Trennung von Daphne Bouzikou holte Murat Didin seinen Landsmann Engin Gencoglu, der sowohl in das Mannschaftstraining als auch in das Nachwuchsprogramm eingebunden war. Beim Wechsel zu Gordon Herbert wurde er durch Tom Johnson ersetzt, der bis zum Saisonende 2009/20 blieb. Anschließend war Klaus Perwas einziger Co-Trainer.

### Nationalspieler

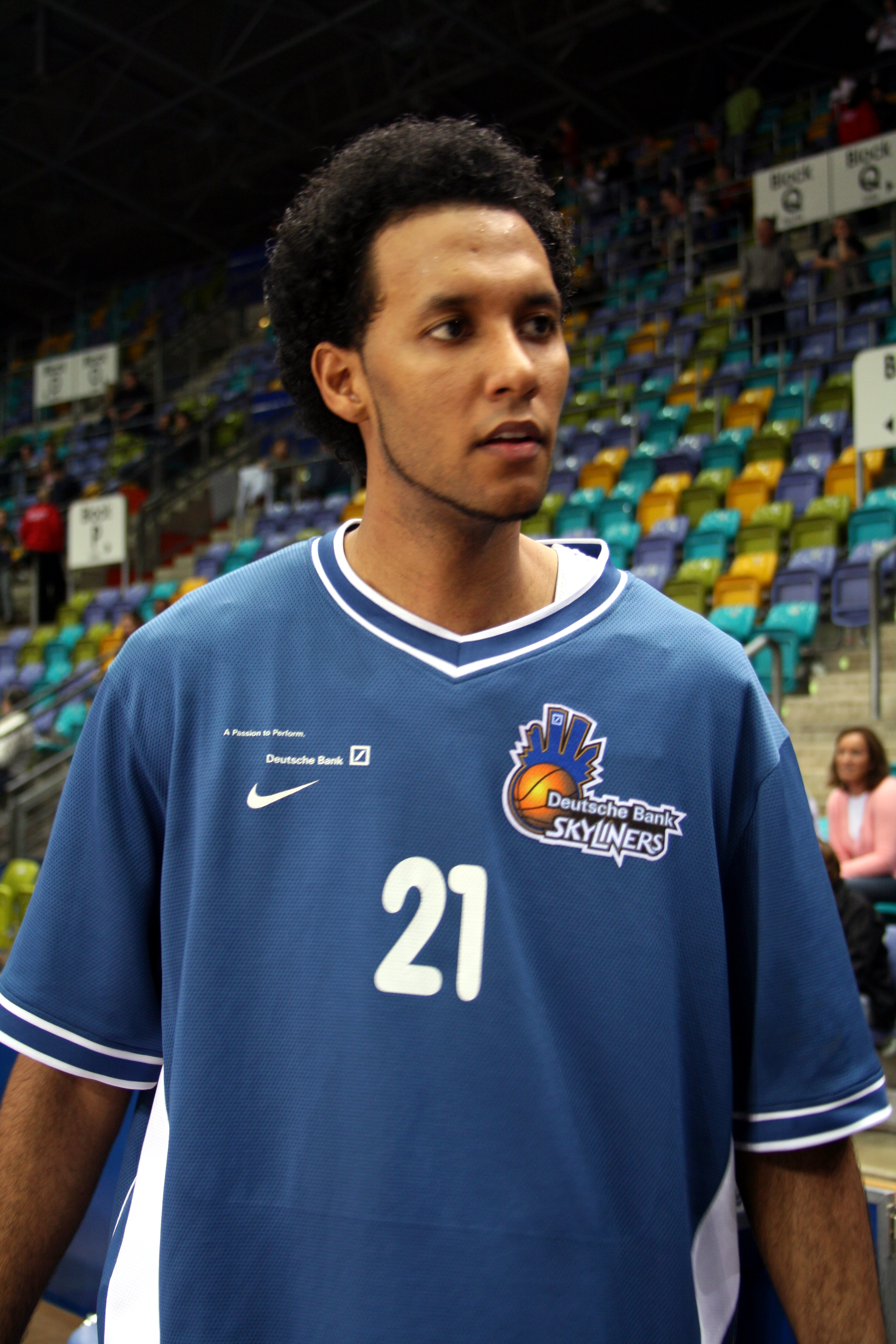
Nach zahlreichen Verletzungen knüpfte Nino Garris nicht an seine Leistung in Berlin an.

Bei den Skyliners standen immer wieder deutsche Nationalspieler unter Vertrag. Damit sollte die Identifikation der Zuschauer mit der Mannschaft erleichtert werden. Um die Identifikation zu erhöhen, wurden sie, wenn möglich, für mehrere Spielzeiten an die Mannschaft gebunden. Aufgelistet sind alle Spieler, die mindestens einmal für die Skyliners in der Basketball-Bundesliga gespielt und mindestens ein offizielles Länderspiel bestritten haben.
| Zeit (in Frankfurt)                                                     | Name                      | Anz.* | Stationen, Anmerkungen                                                  |
| ----------------------------------------------------------------------- | ------------------------- | ----- | ----------------------------------------------------------------------- |
| 1999 bis 2001                                                           | Robin Grey                | 1     | Karriere beendet                                                        |
| 1999 bis 2003                                                           | Kai Nürnberger            | 136   | Karriere beendet                                                        |
| 1999 bis 2006 2007 bis 2011                                             | Pascal Roller             | 122   | Karriere beendet                                                        |
| 2000 bis 2004                                                           | Robert Maras              | 66    | Karriere beendet                                                        |
| 2000 bis 2001                                                           | Gerrit Terdenge           | 82    | Karriere beendet                                                        |
| 2001 bis 2002                                                           | Denis Wucherer            | 123   | Trainer bei RheinStars Köln                                             |
| 2002 bis 2004                                                           | Robert Garrett            | 118   | Karriere beendet                                                        |
| 2005 bis 2008                                                           | Nino Garris               | 72    | Karriere beendet                                                        |
| 2005 bis 2011                                                           | Dominik Bahiense de Mello | 2     | Karriere beendet                                                        |
| 2007 bis 2008                                                           | Kirsten Zöllner           | 1     | Karriere beendet                                                        |
| 2008 bis 2009                                                           | Konrad Wysocki            | 51    | Crailsheim Merlins                                                      |
| 2011 bis 2012                                                           | Johannes Herber           | 74    | Karriere beendet                                                        |
| 2011 bis 2012                                                           | Tim Ohlbrecht             | 67    | Ratiopharm Ulm                                                          |
| 2011 bis 2016                                                           | Danilo Barthel            | 1     | FC Bayern München (Basketball)                                          |
| 2012 bis 2016                                                           | Johannes Voigtmann        | 1     | Laboral Kutxa Vitoria                                                   |
| 2016 bis 2018                                                           | Isaac Bonga               | 1     | jüngster Debütant in den vorangegangenen 40 Jahren – Los Angeles Lakers |
| * Anzahl der Nationalspiele, Stand 20. April 2012 ohne Barthel/Vogtmann |                           |       |                                                                         |

Es fehlen Spieler mit Einsätzen in der A2-Nationalmannschaft oder in Jugendnationalmannschaften. Robin Benzing und Johannes Strasser, die als Nachwuchsspieler offiziell im Kader der Skyliners aufgeführt waren, fehlen in der Liste, da sie nie in der Bundesliga für die Frankfurter aufliefen.

### Andere ehemalige Spieler

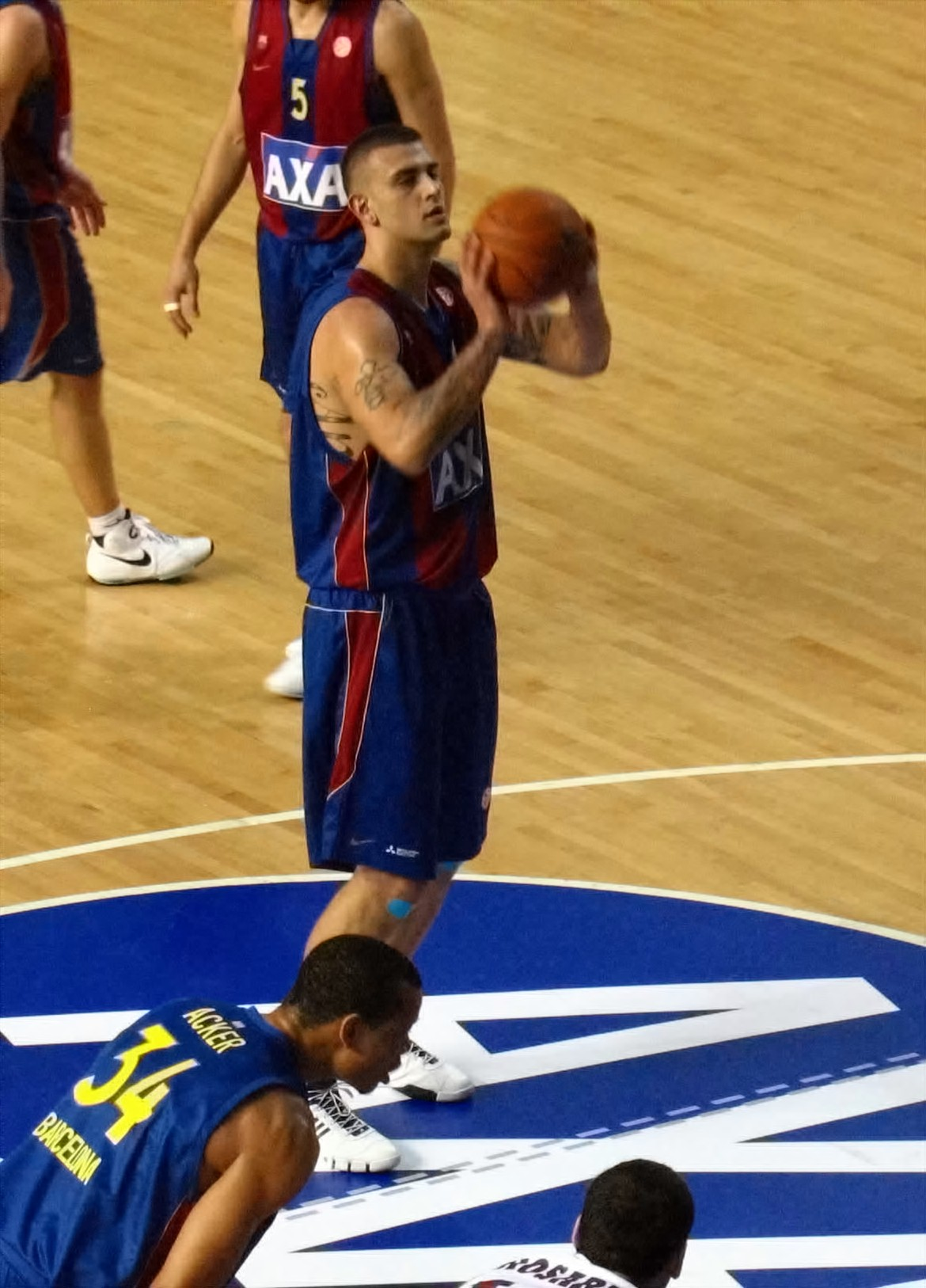
Mario Kasun steigerte seine Freiwurfquoten von 50 % in Frankfurt auf 89,5 % bei der Europameisterschaft 2007.

Darüber hinaus gab es zahlreiche weitere nationale und internationale Leistungsträger.
| Zeit                                            | Name              | Stationen, Anmerkungen                            |
| ----------------------------------------------- | ----------------- | ------------------------------------------------- |
| 2000 bis 2001                                   | Walter Palmer     | Vorsitzender der Spielervereinigung SP.IN         |
| 2000 bis 2001                                   | Tyron McCoy       | Trainer Artland Dragons                           |
| 2001 bis 2002                                   | Marcus Goree      | Maccabi Tel Aviv, Benetton Treviso, ZSKA Moskau   |
| 2002 bis 2004                                   | Mario Kasun       | Orlando Magic, FC Barcelona, Efes Pilsen Istanbul |
| 2003 bis 2005                                   | Chris A. Williams | Türk Telekom                                      |
| 2003 bis 2005                                   | Tyrone Ellis      | Cajasol Sevilla                                   |
| 2004 bis 2006                                   | Bernd Kruel       | Telekom Baskets Bonn, Phoenix Hagen               |
| 2007 bis 2010                                   | Derrick Allen     | ALBA Berlin, BG Karlsruhe, Science City Jena      |
| 2010 bis 2011                                   | DaShaun Wood      | Alba Berlin                                       |
| (Auswahl, sortiert nach ihrer Frankfurter Zeit) |                   |                                                   |

### Rekorde
Die Angaben beziehen sich auf alle offiziellen Spiele der Skyliners inklusive der internationalen Begegnungen. Stand ist vor Saisonbeginn 2007/08. Ausnahmen sind angegeben.
Absolvierte Spiele
Der Rekordspieler Pascal Roller spielte seit der Gründung der Skyliners in Frankfurt. Diese Zeit wurde von der Saison 2006/07 unterbrochen, als er in der italienischen Liga bei Angelico Biella unter Vertrag war. Mehr als 100 Spiele im Trikot der Frankfurter haben folgende Spieler bestritten:
| Spieler           | Partien |
| ----------------- | ------- |
| Quantez Robertson | 388     |
| Pascal Roller     | 357     |
| Jimmy McKinney    | 207     |
| Mike Morrison     | 187     |
| Ibrahim Diarra    | 170     |
| Jukka Matinen     | 154     |
| Robert Maras      | 153     |
| Kai Nürnberger    | 141     |
| Marius Nolte      | 131     |
| Niklas Lütcke     | 130     |
| Malick Badiane    | 126     |
| Alex King         | 117     |
| Bernd Kruel       | 117     |

Stand: Sommerpause 2018
Die längste Siegsträhne gab es mit acht Siegen in Folge in der Saison 2007/08. Die längste Niederlagenserie dauerte 2005/2006 dagegen nur sechs Spiele in Folge. Allerdings ist bei internationalen Begegnungen die Serie mit 23 Niederlagen in Folge wesentlich länger. Das letzte Spiel vor dieser Serie gewannen die Skyliners in der EuroLeague am 19. Januar 2005 mit 68:66 gegen Panathinaikos Athen. Gegen diesen Sieg legte der Gegner Protest ein, da der „Tip-in“ durch Miroslav Todic erst nach der Schluss-Sirene erfolgte. In erster Instanz bekam Panathinaikos Recht und die ULEB entschied die Partie in einem Wiederholungsspiel neu anzusetzen. In zweiter Instanz wurde die Tatsachenentscheidung der Schiedsrichter und somit Frankfurts Sieg bestätigt.
Bis zum nächsten Sieg in der EuroChallenge gegen den ukrainischen Verein MBC Nikolaev am 14. Oktober 2008 dauerte es über dreieinhalb Jahre. Die Anreise zum 75:68-Sieg dauerte nach einem verpassten Anschlussflug zwei Tage. Die höchste Anzahl an Spielen während einer Saison gab es 1999/2000, als von 65 nationalen und internationalen Partien 41 gewonnen wurden.
Ein neuer Vereinsrekord wurde auch 2010/2011 aufgestellt, als die Frankfurter 15 von 17 Heimspielen gewannen.
Erzielte Punkte
| Spieler           | Punkte | (pro Spiel) |
| ----------------- | ------ | ----------- |
| Pascal Roller     | 3.458  | 10,8        |
| Jimmy McKinney    | 1.785  | 9,0         |
| Chris A. Williams | 1.571  | 17,7        |
| Robert Garrett    | 1.342  | 14,4        |
| Robert Maras      | 1.269  | 8,0         |

Die meisten Punkte in einem Spiel wurden am 4. März 2002 beim 116:92 gegen die Bayer Giants Leverkusen erzielt. Der höchste Heimsieg nach Punktedifferenz war gegen die BG Karlsruhe am 6. März 2005 mit 108:64. In diesem Spiel gab es auch die höchste Quote der erfolgreichen Feldwürfe mit 68,8 %. Der Rekord des höchsten Auswärtssieges liegt bei 47:89, erzielt am 16. September 1999 gegen den SSV Ratiopharm Ulm.
Die schwächste Wurfquote wurde am 3. März 2007 gegen GHP Bamberg erzielt. Nur 26,7 % der Feldwürfe waren erfolgreich. Den Punkterekord eines Spielers in einer Partie hält Derrick Allen mit 37 Punkten für die Skyliners, erzielt am 29. März 2008 gegen EnBW Ludwigsburg. In der Saison 2004/05 erzielten die Skyliners unter Trainer Murat Didin insgesamt 3570 Punkte in der Saison darauf lediglich 2208 Punkte. Seit ihrer Gründung errangen die Skyliners in insgesamt 22 Spielen 100 Punkte oder mehr.
Rebounds
| Spieler           | Rebounds | (pro Spiel) |
| ----------------- | -------- | ----------- |
| Chris Williams    | 829      | 9,3         |
| Robert Maras      | 762      | 4,9         |
| Quantez Robertson | 754      | 4,9         |
| Pascal Roller     | 711      | 2,2         |
| Malick Badiane    | 680      | 4,7         |

Die meisten Rebounds (Eroberte Bälle nach Fehlwürfen) wurden am 21. November 2003 gegen die EWE Baskets Oldenburg erkämpft. Die Skyliners holten 51 Rebounds. 19 davon gingen auf das Konto von Mario Kasun – auch dies ist Teamrekord. Am 22. Dezember 2004 fielen der gesamten Mannschaft dagegen nur 17 Rebounds gegen Ülker Istanbul in die Arme. In der Saison 2000/2001 errangen die Skyliners lediglich 29,2 Rebounds im Durchschnitt. Sie waren damit in der Bundesliga das Schlusslicht in dieser Wertung. Zwei Spielzeiten später standen sie mit einem Schnitt von 35,2 pro Bundesligaspiel an der Spitze.
Blocks, Assists, Steals
| Spieler        | Blocks | (pro Spiel) |
| -------------- | ------ | ----------- |
| Malick Badiane | 90     | 0,7         |
| Mario Kasun    | 77     | 0,8         |
| Robert Maras   | 74     | 0,5         |
| Chris Williams | 65     | 0,8         |
| Marcus Goree   | 65     | 1,3         |

| Spieler           | Assists | (pro Spiel) |
| ----------------- | ------- | ----------- |
| Pascal Roller     | 878     | 2,7         |
| Kai Nürnberger    | 506     | 3,6         |
| Quantez Robertson | 350     | 2,3         |
| Chris Williams    | 288     | 3,2         |
| Jimmy McKinney    | 288     | 1,5         |

| Spieler           | Steals | (pro Spiel) |
| ----------------- | ------ | ----------- |
| Pascal Roller     | 366    | 1,1         |
| Quantez Robertson | 201    | 1,3         |
| Chris Williams    | 182    | 2,1         |
| Kai Nürnberger    | 138    | 1,0         |
| Jimmy McKinney    | 126    | 0,6         |

## Spiel- und Trainingsstätten

### Süwag Energie Arena

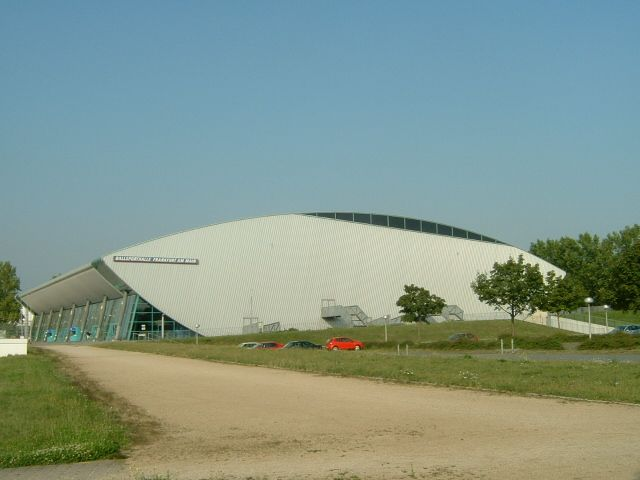
Die Ballsporthalle Frankfurt

Die Fraport Skyliners tragen ihre Heimspiele in der 5002 Zuschauer fassenden Süwag Energie Arena aus. Diese hieß bis 2011 Ballsporthalle, anschließend trug sie von 2011 bis 2021 den Namen Fraport Arena. Von 1998 bis 2001 sowie 2005 und 2010 wurde dort das Top4-Turnier um den Basketball-Pokal in Frankfurt ausgetragen. In der Saison 2006/07 fand das Heimspiel gegen die Telekom Baskets Bonn in der wesentlich größeren Festhalle statt.

### Basketball City Mainhattan (BCM)
Die Infrastruktur des Trainingszentrums war bei der Eröffnung im deutschen Basketball einmalig. Es ist unmittelbar am NordWestZentrum gelegen, dem größten Einkaufszentrum im Rhein-Main-Gebiet. Trainingshalle, Fitnessanlagen, Verwaltung und Kantine bieten unter einem Dach gute Trainingsvoraussetzungen. Die Spielerunterkünfte befinden sich in unmittelbarer Nachbarschaft. Die BCM wird regelmäßig vom DBB und internationalen Vereins- und Nationalmannschaften genutzt.

## Zuschauer

### Entwicklung
Die Heimpremiere der Skyliners war am 25. September 1999 gegen Brandt Hagen vor 3000 Zuschauern. Um die Mannschaft in der neuen Heimat bekannt zu machen, wurden von Anfang an vielfältig und offensiv um Zuschauer geworben. Aus den ersten Jahren liegen keine gesicherten Zuschauerzahlen vor. Die Angaben beziehen sich auf die Bundesligaspiele (Playoffs inbegriffen).
| Saison    | Durchschnitt | Gesamt Hauptrunde | Gesamt inkl. Playoffs |
| --------- | ------------ | ----------------- | --------------------- |
| 2003/2004 | 3.771        |                   |                       |
| 2004/2005 | 4.226        | 58.232            | 89.246                |
| 2005/2006 | 4.396        | 65.947            |                       |
| 2006/2007 | 4.219        | 71.722            |                       |
| 2007/2008 | 4.338        | 74.012            | 96.114                |
| 2008/2009 | 4.655        | 79.218            | 88.438                |
| 2009/2010 | 4.717        | 79.482            | 108.488               |
| 2010/2011 | 4.530        | 76.624            | 99.668                |
| 2011/2012 | 4.492        | 76.356            |                       |
| 2012/2013 | 4.304        | 73.164            |                       |
| 2013/2014 | 4.352        | 73.992            |                       |
| 2014/2015 | 4.472        | 75.546            | 84.976                |
| 2015/2016 | 4.617        | 78.484            |                       |
| …         | …            | …                 |                       |
| 2024/2025 | 4.699        | (Stand 19.03.)    |                       |

Die insgesamt positive Zuschauerentwicklung lässt sich an einigen Eckpunkten festmachen:
- In der sportlich wenig attraktiven nordeuropäischen Basketballliga NEBL fanden in der ersten Saison die Heimspiele teilweise vor unter 200 Zuschauern statt[41]. Zum Vergleich: In der Saison 2007/08 kommt zu reinen Testspielen während der Saison gegen Belgacom Liege ein Vielfaches an zahlenden Zuschauer.
- Bis einschließlich der Saison 2005/06, dem ersten sportlichen Krisenjahr, nahmen die Zuschauerzahlen zu. In dieser Spielzeit wurde am 22. Oktober 2005 gegen die Telekom Baskets Bonn vor 8.500 Zuschauern in der ausverkauften Festhalle der Besucherrekord erzielt.
- In der zweiten Krisensaison 2006/07 gingen die Zuschauerzahlen nur leicht zurück, doch wurden zum ersten Mal über 2.000 Dauerkarten verkauft.
- In der Saison 2007/08 ziehen die Besucherzahlen wieder an. Die Skyliners haben den dritthöchsten Zuschauerschnitt der Bundesliga (nach Alba Berlin und den Brose Baskets). Die Auslastung liegt mit 87 % im Mittelfeld.
- Trotz der relativ hohen Auslastung können die Skyliners selten ein ausverkauftes Haus vermelden. Dagegen liegen auch schlecht besuchte Heimspiele über dem Ligadurchschnitt.
- In der Saison 2010/11 sank seit langer Zeit der Zuschauerdurchschnitt um 3,1 %. Dies kann auch an einem unvorteilhaften Spielplan festzumachen sein. Ein Viertel der Heimspiele mussten die Skyliners werktags (Montag bis Donnerstag) ausgetragen. Da dies sich mit Arbeitszeiten bzw. der Schulzeit überschnitt, konnte die Halle nicht wie gewohnt gefüllt werden.

Dieser Zuschauerzuspruch wurde dadurch gesichert, dass die Skyliners durch verschiedene Programme ein überwiegend junges und gebildetes Publikum erreichen. Unmittelbar geschieht dies durch Kartenkontingente, die von Sponsoren und anderen Unternehmungen gekauft werden und als Incentive an ihre Mitarbeiter gehen. Einen mittelbaren Einfluss darauf haben die verschiedenen Projekte im Rahmen von Basketball 4 You. Bei der Betreuung des Schulsports durch die Skyliners werden außer dem Anreiz, selbst Basketball zu spielen auch ein grundlegendes Interesse an diesem Sport vermittelt. Noch deutlicher ist dieser Effekt beim Breitensportprogramm Company Cup, an dem 2008 über 60 Mannschaften teilnahmen.

### Fanclubs
Zurzeit gibt es nur einen offiziellen Fanclub, den Skybembels Frankfurt e. V. Sie haben eine Fan-Freundschaft mit dem Fanclub der BG Göttingen.

### Rivalitäten
Eine besondere Beziehung besteht zu den Fans der Gießen 46ers. Diese liegt zum einen an der räumlichen Nähe – für beide Fangruppen ist es die kürzeste Auswärtsfahrt. Außerdem stehen den ‚Zuschauern‘ der „Retorte“ die ‚Fans‘ des letzten verbliebenen Gründungsmitgliedes der Basketball-Bundesliga gegenüber; Erfolge in der jüngsten Vergangenheit gegen Tradition mit Meisterschaften vor 30 Jahren. Dies wird dadurch relativiert, dass zwischen 2005 und 2008 beide Fangruppen mehrfach die Gelegenheit hatten, sich die Bundesliga ohne den ungeliebten Gegner vorzustellen. Es wird auch wahrgenommen, dass das Frankfurter Publikum der Mannschaft trotz der zwei „Seuchenjahre“ treu geblieben ist. Beide Fangruppen und die hessischen Medien bezeichnen das Aufeinandertreffen als Hessenderby.

## Umfeld

### Bundesligamannschaften im Rhein-Main-Gebiet
Auch vor dem Erscheinen der Skyliners wurde bereits hochklassiger Basketball im Rhein-Main-Gebiet und in Frankfurt gespielt. In der Saison 1966/67 gehörte Grünweiß Frankfurt zu den Gründungsmitgliedern der Basketball-Bundesliga. Die Mannschaft wurde Zweiter in der Südstaffel der Liga und scheiterte im Halbfinale der deutschen Meisterschaft am VfL Osnabrück. Im Jahr darauf stieg zusätzlich Eintracht Frankfurt in die höchste deutsche Spielklasse auf, sodass zwei Frankfurter Vereine gleichzeitig erstklassig waren. Die Eintracht hielt sich bis 1969 in der Bundesliga, GW Frankfurt war bis 1971 erstklassig. Danach gab es Mannschaften aus Darmstadt, Mainz und Hanau, Aschaffenburg, die das Rhein-Main-Gebiet vertraten, ohne sich dauerhaft etablieren zu können. 1979/80 gab es ein weiteres Gastspiel der Eintracht, und 1981 gelang erstmals dem TV 1862 Langen der Aufstieg, der als „Fahrstuhlmannschaft“ bis 1992 in insgesamt sechs Spielzeiten erstklassig war. Von all diesen Mannschaften hatten die Eintracht und insbesondere der TV 1862 Langen in jüngerer Vergangenheit Mannschaften in der 2. Basketball-Bundesliga.
Im Damenbereich gelang 2009 den Rhein-Main Baskets, einer Spielgemeinschaft aus dem TV Langen und der TG Hofheim, der Aufstieg in die Damen-Basketball-Bundesliga. Die Rollstuhl-Basketballer Mainhatten Skywheelers des RSC Frankfurt waren vor ihrem freiwilligen Rückzug 1996 aus der ersten Bundesliga Pokalsieger, dreifacher Meister und häufiger Vizemeister. 2004 gelang der Wiederaufstieg in die höchste Spielklasse.

### Nachwuchsförderung
Als ursprünglich reine professionelle Basketballmannschaft ohne historische Verwurzelung am Spielort durch einen alteingesessenen Sportverein legen die Skyliners inzwischen großen Wert auf intensive Nachwuchsförderung. Unter der Bezeichnung Basketball Academy Rhein-Main (BARM) arbeiten die Skyliners unter anderen mit Schulen, Hochschulen, dem TV Langen und dem MTV Kronberg zusammen. Dabei wird ein Augenmerk auf die schulische und berufliche Ausbildung der Sportler gerichtet. Gefördert wurden bisher sowohl internationale Basketballer wie Mario Kasun und Mlađen Šljivančanin, deutsche Talente wie Dominik Bahiense de Mello und Alex King sowie Spieler aus dem Rhein-Main-Gebiet. Obwohl die eigenständige Nachwuchsarbeit des TV Langen bundesweit Beachtung fand und lange erfolgreich war, gab es lange keine Beispiele, dass sich ein Spieler aus der Gegend bei den Skyliners durchsetzte. Das änderte sich später und Spieler aus der eigenen Jugend schafften den Sprung in die Bundesliga. Während zum Start der Nachwuchs-Basketball-Bundesliga (NBBL) 2006 der TV Langen, der MTV Kronberg und Eintracht Frankfurt eine Mannschaft in die höchste deutsche Junioren-Spielklasse entsendeten, waren die Skyliners jahrelang ohne entsprechendes Fundament in Nachwuchs-Spielklassen oder höheren Amateur-Spielklassen.
Zunächst arbeiteten die Skyliners daran, mit der Hilfe der Medienpräsenz der Profimannschaft Basketball im Jugend- und Schulsport beliebter zu machen. Somit sollte eine breitere Basis zum einen für die Talentsichtung geschaffen werden. Als Nebeneffekt soll zum anderen mit der Präsenz vor Ort wie in Schulen etc. die Beliebtheit und das Interesse an den Spielen der Profimannschaft gesteigert werden. Im Programm BB4You (deutsch Basketball für Dich) bündelte der Verein regionale Lehrer- und Trainerfortbildungen sowie Schulbesuche von Spielern und Trainern der Profimannschaft. Weit über 100 Schulen im Frankfurter Raum meldeten sich im Sommer 2007 auf eine Initiative der Skyliners, durch vereinseigene Trainer Basketball-AGs in den Jahrgangsstufen drei bis sechs anzubieten. Die Koordination des Projektes wurde dem ehemaligen Nationalspieler Harald Stein übertragen. Als Ergänzung dazu wurden nun auch eigene Nachwuchs- und Amateurmannschaften in einem eigenen Sportverein eingerichtet. Eine erste Jugendmannschaft der Altersklasse U12 unter dem Namen Skyliners nahm den Spielbetrieb im Januar 2008 auf. In der Spielzeit darauf nahmen zwei U12-Mannschaften und eine U14-Mannschaft am Wettkampfbetrieb teil.
Zur Förderung der Nachwuchsspieler im Juniorenalter platzierten die Skyliners unabhängig vom TV Langen, der ab 2006 in der hierarchisch höheren Spielklasse ProA der umstrukturierten 2. Bundesliga spielte, nach dem Rückzug der TG Renesas Landshut eine Mannschaft in der ProB in der 2. Bundesliga. Diese wurde eingerichtet, um Nachwuchsleute zu fördern und ihnen Einsatzzeit im Leistungsbereich zu verschaffen. Harald Stein übernahm zunächst als Cheftrainer in der ProB-Saison 2009/10 die Leitung der Mannschaft, die in Verbindung mit dem Namensgeber als Skyliners Juniors antrat. Dort schaffte es die junge Mannschaft frühzeitig den Klassenerhalt zu sichern, was im Verein bereits als großer Erfolg gewertet wurde. Nach dem Abstieg der Langen Giraffen des TV 1862 machten sich die beiden hessischen Mannschaften in der ProB-Spielzeit 2010/11 gegenseitig Konkurrenz. Der neue Trainer Klaus Mewes hatte in der gewachsenen Konkurrenz jedoch nicht so viel Erfolg wie Harald Stein zuvor, der die Leitung der gesamten Jugendabteilung übernahm. Am Ende der Spielzeit musste die Mannschaft zunächst sportlich absteigen und schaffte den Klassenerhalt nur durch den Rückzug anderer Mannschaften.
Nach dem erfolgreichen sportlichen Klassenerhalt 2011/12 wurde zur Saison 2012/13 mit Eric Detlev ein neuer Trainer vorgestellt. Detlev war zuvor für die Dragons Rhöndorf tätig. Der bisherige Trainer Mewes blieb im Umfeld der Skyliners, betreute die Mannschaften in der NBBL sowie in der Regionalliga. In der ProB-Saison 2012/13 gelang erstmals der Einzug in die 2010 eingeführten Play-offs um den Aufstieg in die ProA. Dort schied man jedoch nach zwei Niederlagen gegen den SC Rist Wedel in der ersten Runde aus.
Nach fünf Jahren, in denen die Mannschaft in jedem Jahr die Playoffs erreichte, verließ Eric Detlev im Sommer 2017 die Skyliners wieder. Sein Nachfolger wurde Sebastian Gleim, der zuvor ebenso wie Eric Detlev als Co-Trainer der Bundesligamannschaft tätig gewesen war.

### Skyliners Juniors
(Stand: 22. September 2018)
| Name              | Position               | Nationalität            |
| ----------------- | ---------------------- | ----------------------- |
| Sebastian Gleim   | Cheftrainer ProB       | Deutschland             |
| Miran Cumurija    | Trainerassistent       | Bosnien und Herzegowina |
| Dominik Duclervil | Trainerassistent       | Deutschland             |
| Fabian Schleuning | Physiotherapeut        | Deutschland             |
| Harald Stein      | Leiter Jugendabteilung | Deutschland             |

| Nr. | Name                       | Position | Geburtsdatum | Größe  | Gewicht | Nationalität           |
| --- | -------------------------- | -------- | ------------ | ------ | ------- | ---------------------- |
| 1   | Elijah Marcus Clarance     | Guard    | 03.07.1998   | 1,95 m | 89 kg   | Schweden               |
| 5   | Niklas Pons                | Guard    | 21.01.1999   | 1,90 m | 80 kg   | Deutschland            |
| 6   | Len Adam Schoormann        | Guard    | 25.07.2002   | 1,90 m | 81 kg   | Deutschland            |
| 8   | Tobias Jahn                | Center   | 10.05.1986   | 2,04 m | 105 kg  | Deutschland            |
| 9   | Richard Freudenberg        | Forward  | 31.08.1998   | 2,02 m | 95 kg   | Deutschland            |
| 10  | Felix Hecker               | Guard    | 07.08.1998   | 1,92 m | 80 kg   | Deutschland            |
| 12  | Maximilian Begue           | Guard    | 26.02.2001   | 1,91 m | 88 kg   | Deutschland            |
| 13  | Garai Zeeb                 | Guard    | 06.04.1997   | 1,87 m | 84 kg   | Deutschland            |
| 14  | Aaron Kayser               | Center   | 22.05.1999   | 2,05 m | 101 kg  | Deutschland            |
| 15  | Armin Trtovac              | Center   | 10.09.1997   | 2,12 m | 115 kg  | Deutschland            |
| 16  | Jordan Samare              | Forward  | 12.01.2002   | 2,02 m | 95 kg   | Deutschland            |
| 20  | Jules Christian Dang Akodo | Guard    | 02.05.1996   | 1,88 m | 86 kg   | Vereinigtes Konigreich |
| 22  | Cosmo Grühn                | Forward  | 04.03.1998   | 1,98 m | 90 kg   | Deutschland            |
| 30  | John Thomas Roach          | Guard    | 22.10.1995   | 1,95 m | 89 kg   | Vereinigte Staaten     |
| 31  | Calvin Schaum              | Forward  | 07.03.2002   | 2,00 m | 88 kg   | Deutschland            |
| 32  | Alvin Onyia                | Guard    | 25.11.2000   | 1,77 m | 73 kg   | Deutschland            |
| 33  | Michael Fuss               | Guard    | 09.06.1995   | 1,88 m | 83 kg   | Deutschland            |
| 34  | Konstantin Schubert        | Forward  | 23.05.1998   | 2,00 m | 88 kg   | Deutschland            |
| 41  | Niklas Kiel                | Forward  | 04.09.1997   | 2,07 m | 101 kg  | Deutschland            |
| 51  | Leon Püllen                | Forward  | 05.08.2000   | 1,85 m | 86 kg   | Deutschland            |

Platzierungen (seit 2009)
- 2009/2010: 13. Platz ProB
- 2010/2011: 10. Platz ProB-Süd
- 2011/2012: 10. Platz ProB-Süd
- 2012/2013: 07. Platz ProB-Süd (0:2 im Playoff-Achtelfinale gegen den SC Rist Wedel ausgeschieden)
- 2013/2014: 04. Platz ProB-Süd (0:2 im Playoff-Achtelfinale gegen den RSVE Stahnsdorf ausgeschieden)
- 2014/2015: 08. Platz ProB-Süd (1:2 im Playoff-Achtelfinale gegen die Rostock Seawolves ausgeschieden)
- 2015/2016: 03. Platz ProB-Süd (Vizemeisterschaft im Finale gegen das Team Ehingen Urspring)
- 2016/2017: 08. Platz ProB-Süd (1:2 im Playoff-Achtelfinale gegen den SSV Lokomotive Bernau ausgeschieden)
- 2017/2018: 5. Platz ProB-Süd (1:2 im Playoff-Achtelfinale gegen VfL SparkassenStars Bochum ausgeschieden)